# Pompás álarcospapagáj
A pompás álarcospapagáj (Prosopeia splendens), korábban vöröshasú álarcospapagáj vagy fénylő pézsmapapagáj, a madarak osztályának a papagájalakúak (Psittaciformes) rendjéhez, ezen belül a szakállaspapagáj-félék (Psittaculidae) családjához tartozó faj.
Egyes rendszerbesorolások a tongai álarcospapagáj alfajaként sorolja be Prosopeia tabuensis splendens néven.

## Előfordulása
A Fidzsi-szigetekhez tartozó Kandavu és Ono szigetén honos. Trópusi és szubtrópusi erdők lakója.

## Megjelenése
Testhossza 42-45 centiméter, testtömege 245 gramm.

## Külső hivatkozások
- Képek az interneten a fajról
- Ibc.lynxeds.com - videók a fajról